# Públicos do Clube do Remo

## Maiores públicos do Clube do Remo
- Públicos pagantes, exceto quando indicado o número de pagantes e presentes, acima de 40.000, jogos disputados no Estádio do Mangueirão.[1]

1. Remo 1–0 Paysandu (PA), 65.000, 11/07/1999, Campeonato Paraense.
2. Remo 1–1 Paysandu (PA), 64.010, 29/04/1979, Campeonato Paraense (59.613 pagantes).
3. Remo 1–2 Paraná (PR), 55.000, 05/11/2000, Copa João Havelange.[2]
4. Remo 1–0 Paysandu (PA), 52.973, 08/04/1979, Campeonato Paraense.
5. Remo 2–1 Paysandu (PA), 51.304, 26/08/1979, Campeonato Paraense.
6. Remo 2–0 Operário (MS), 50.000, 20/02/1978, Campeonato Brasileiro.
7. Remo 1–0 Paysandu (PA), 48.141, 13/09/1992, Campeonato Paraense.
8. Remo 2–0 Paysandu (PA), 49.695, 04/04/2004, Campeonato Paraense.[3]
9. Remo 0–1 Nacional (AM), 45.841, 16/10/2005, Campeonato Brasileiro Série C.[4]
10. Remo 1–3 Botafogo (RJ), 44.496, 20/02/1980, Campeonato Brasileiro (37.347 pagantes).
11. Remo 2–2 Ipatinga (MG), 44.097, 13/11/2005, Campeonato Brasileiro Série C (40.495 pagantes).
12. Remo 0–2 Flamengo (RJ), 44.000, 08/04/2009, Campeonato Brasileiro (40.846 pagantes).[5]
13. Remo 4–1 Tocantinópolis (TO), 42.086, 18/09/2005, Campeonato Brasileiro Série C.
14. Remo 0–2 Paysandu (PA), 41.932, 23/03/2003, Campeonato Paraense.
15. Remo 0–1 Paysandu (PA), 41.891, 16/10/2005, Campeonato Brasileiro Série C.
16. Remo 1–0 Paysandu (PA), 41.869, 20/09/1981, Campeonato Paraense.
17. Remo 0–2 Paysandu (PA), 41.700, 16/11/1980, Campeonato Paraense.
18. Remo 2–1 Paysandu (PA), 41.604, 27/01/2013, Campeonato Paraense (39.076 pagantes).
19. Remo 2–0 Paysandu (PA), 41.409, 22/01/2006, Campeonato Paraense.
20. Remo 1–2 Paysandu (PA), 41.140, 30/01/2005, Campeonato Paraense.
21. Remo 2–0 Águia de Marabá (PA), 40.139, 29/04/2012, Campeonato Paraense.[6]

## Maiores públicos exceto clássicosRe-Pa
- Públicos pagantes, exceto quando indicado o número de pagantes e presentes, acima de 40.000, jogos disputados no Estádio do Mangueirão.[1]

1. Remo 1–2 Paraná (PR), 55.000, 05/11/2000, Copa João Havelange.[2]
2. Remo 2–0 Operário (MS), 50.000, 20/02/1978, Campeonato Brasileiro.
3. Remo 0–1 Nacional (AM), 45.841, 16/10/2005, Campeonato Brasileiro Série C.[4]
4. Remo 1–3 Botafogo (RJ), 44.496, 20/02/1980, Campeonato Brasileiro (37.347 pagantes).
5. Remo 2–2 Ipatinga (MG), 44.097, 13/11/2005, Campeonato Brasileiro Série C (40.495 pagantes).
6. Remo 0–2 Flamengo (RJ), 44.000, 08/04/2009, Campeonato Brasileiro (40.846 pagantes).[5]
7. Remo 4–1 Tocantinópolis (TO), 42.086, 18/09/2005, Campeonato Brasileiro Série C.
8. Remo 2–0 Águia de Marabá (PA), 40.139, 29/04/2012, Campeonato Paraense.[6]

## Maiores públicos contracampeões brasileiros
- Clubes não citados acima.

1. Remo 1–0 Corinthians (SP), 37.887, 19/03/1980, Campeonato Brasileiro, Estádio do Mangueirão.[1]
2. Remo 2–1 Palmeiras (SP), 27.703, 26/07/2003, Estádio do Mangueirão, Campeonato Brasileiro Série B.[7]
3. Remo 2–1 Atlético (MG), 26.898, 16/09/2006, Estádio do Mangueirão, Campeonato Brasileiro Série B.[8]
4. Remo 2–1 Fluminense (RJ), 25.506, 21/09/1975, Evandro Almeida, Campeonato Brasileiro (20.156 pagantes).[9][10]
5. Remo 0–0 Vasco (RJ), 23.286, 13/09/1972, Evandro Almeida, Campeonato Brasileiro.[10]
6. Remo 1–1 Guarani (SP), 20.704, 22/11/1993, Estádio do Mangueirão, Campeonato Brasileiro (17.426 pagantes).[11]
7. Remo 0–4 Santos (SP), 19.445, 18/03/2010, Estádio do Mangueirão, Copa do Brasil.[12][13]
8. Remo 4–0 Cruzeiro (MG), 17.967, 13/11/1977, Evandro Almeida, Campeonato Brasileiro.[14]
9. Remo 0–1 Grêmio (RS), 11.500, 22/11/1972, Evandro Almeida, Campeonato Brasileiro.

## Maiores públicos noEstádio Evandro Almeida
1. Remo 5–2 Paysandu (PA) (7 de setembro de 1976, Série A 1976): 33.487.
2. Remo 2–0 Operário (MS) (12 de fevereiro de 1978, Série A 1977): 31.271 (29.934 pagantes).[10]
3. Remo 3–0 Palmeiras (SP) (29 de janeiro de 1978, Série A 1977): 27.888.[10]
4. Remo 1–0 Ponte Preta (SP) (18 de dezembro de 1977, Série A 1977): 27.846.

De acordo com o livro Leão Azul Centenário, fonte destas informações, do jornalista Ferreira da Costa, na partida Remo 0 a 0 Paysandu, em 19 de maio de 1974, o Baenão recebeu um público estimado em 35 mil pessoas.

## Maior público noclássico Re-Tu
1. Remo 3–1 Tuna Luso, 30.880, 17/08/1986, Campeonato Paraense, Estádio do Mangueirão.[15][16]